# Ambrosino d’argento
Ambrosino d’argento – miejska srebrna moneta groszowa Mediolanu, bita w czasach I Republiki (1250–1310), o wartości 1½ soldo de lira imperiale, masie 2,80–2,91 grama, próbie 0,968. Na awersie znajduje się krzyż i napis „MEDIOLANV”, na rewersie – postać siedzącego patrona miasta – św. Ambrożego i napis „SCS.AMBR”. W czasie trwania II Republiki (1447–1450) bito również grosze ze św. Ambrożym, ale o masie tylko 2,3 grama.